# Port lotniczy Connemara
Port lotniczy Connemara (kod IATA: NNR, kod ICAO: EICA) – niewielki port lotniczy położony niedaleko wsi Inverin, w hrabstwie Galway, w regionie Connemara, w Irlandii.

## Linie lotnicze i połączenia
| Linia lotnicza | Kierunek                               |
| -------------- | -------------------------------------- |
| Aer Arann      | 1. Inis Meáin 2. Inis Mór 3. Inis Oírr |